# Czarna Tarnowska
Czarna Tarnowska – posterunek odgałęźny (zdalnie sterowany z nastawni we Woli Rzędzińskiej) z przystankiem osobowym w Czarnej, w województwie podkarpackim, w Polsce. Według klasyfikacji PKP ma kategorię dworca lokalnego.

## Ruch pasażerski
| Rok  | Wymiana pasażerska na dobę |
| ---- | -------------------------- |
| 2017 | 300-499                    |
| 2022 | 300-499                    |

Na przełomie stycznia i lutego 2019 PKP podpisały z konsorcjum firm Helifactor i MERX umowę na budowę tzw. innowacyjnego dworca systemowego w formie klimatyzowanej poczekalni wraz pomieszczenia kas biletowych i przestrzenią dla punktów handlowo-usługowych.